# Saint-Martin-aux-Buneaux

Saint-Martin-aux-Buneaux este o comună în departamentul Seine-Maritime, Franța. În 1 ianuarie 2022 avea o populație de 636 de locuitori.